# Santa Maria Maior (Lisboa)
Santa Maria Maior es una freguesia portuguesa del municipio de Lisboa, distrito de Lisboa.

## Historia
Fue creada el 8 de noviembre de 2012 en aplicación de una resolución de la Asamblea de la República de Portugal con la unión de las freguesias de Castelo, Madalena, Mártires, Sacramento, Santa Justa, Santiago, Santo Estêvão, São Cristóvão e São Lourenço, São Miguel, São Nicolau, Sé y Socorro.

## Demografía
| Gráfica de evolución demográfica de Santa Maria Maior entre 2011 y 2021 |
|                                                                         |
| Datos según el nomenclátor publicado por el INE portugués.              |